# Рано вранці
«Рано вранці» (рос. «Рано утром») — радянський художній фільм 1965 року, знятий на Кіностудії ім. М. Горького.

## Сюжет
У Альоші, що закінчує школу, і його маленької сестри Наді помирає батько і вони залишаються одні. Альоша влаштовується на завод і вирішує сам виростити сестру. Він відмовляється віддати її в дитячий будинок, а потім відмовляє і своєї тітці Жанні Василівні, яка приїхала з Архангельська для того, щоб взяти Надю до себе. Альоша починає зустрічатися з дівчиною із сусіднього під'їзду Люсею, але вона вимагає щоб він приділяв їй весь свій час і їхні стосунки перериваються. Надя йде в перший клас… Закінчивши восьмий клас Надя влаштовується на фабрику. Її брат уже бригадир. Йому доводиться нелегко то з хлопцем, який весь час ухилявся від роботи, то з робочим з його бригади, який аморальним способом отримав квартиру. На фабриці, своєю манерою виділятися і «красиво» жити, Надю зачаровує видна гарна дівчина Оля. Але коли Оля запрошує Надю в ресторан зі своєю компанією, вона випадково дізнається, що самовпевнений хлопець Костя Рубакін, з яким зустрічається Оля, злодій, якого заарештовують після ресторану. Альоша і Надя отримують лист від своєї тітки з Архангельська і вирішують туди з'їздити. Але чоловік тітки виявляється людиною жорсткою, яка бачать в молоді тільки погане, і не пробувши там і двох днів вони їдуть назад. За Надею намагається доглядати наладчик її дільниці Діма, але він їй здається нецікавим. Діма передає їй через знайомого на прохідну квиток на спектакль «Ромео і Джульєтта». Заінтригована, Надя збирається на спектакль, але незадовго до кінця зміни в цеху дізнаються, що Діма розбився на мотоциклі, і бригада наполягає на тому, щоб Надя сходила до нього в лікарню. Надя не хоче йти, не підозрюючи, що він і є той, хто надіслав їй квиток. Коли вона все ж приходить до лікарні, то дізнається, що Діма помер. В сльозах вона стоїть біля театру, і один хлопець розпитує її про те, що у неї сталося. Одного разу повернувшись додому Надя виявляє свого брата з дівчиною, на якій він вирішив одружитися. Через якийсь час виходячи з прохідної після роботи Надя бачить хлопця, який втішав її біля театру. Вона розуміє, що він чекає її.

## У ролях
- Микола Мерзлікін —  Альоша
- Ольга Бобкова —  Надя в дитинстві
- Наїна Нікітіна —  Надя
- Ніна Сазонова —  Галина Петрівна, сусідка
- Валерій Носик —  Діма
- Олег Жаков —  Микола, начальник дільниці
- Зінаїда Воркуль —  мати Олі
- Олександр Петров —  батько Альоші і Наді
- Олена Максимова —  мати Жені Горохова
- Маргарита Ліфанова —  Жанна Василівна
- Геннадій Кринкін —  Костя, наречений Олі
- Геннадій Корольков —  хлопець, який проводжає Надю
- Іван Рижов —  Дмитро Дмитрович
- Любов Корнєва —  Люся
- Емілія Мільтон —  няня в заміському дитячому садку
- Володимир Смирнов —  Олег Фоменцев
- Віктор Щеглов —  Петечка, чоловік Жанни Василівни

## Знімальна група
- Автор сценарію —  Віра Панова
- Режисер —  Тетяна Ліознова
- Оператор — Петро Катаєв
- Композитор —  Марк Фрадкін
- Художники —  Альфред Таланцев,  Михайло Фішгойт